# Gianni Cucelli
Giovanni Cucelli (alla nascita Giovanni Kucel; Fiume, 13 novembre 1916 – Milano, 29 aprile 1977) è stato un tennista italiano.

## Biografia

### Carriera
In ambito internazionale, il campione fiumano vinse storiche sfide con i migliori tennisti del periodo; vinse numerosi tornei internazionali ma fu molto discontinuo.
Raggiunse tre volte i quarti di finale dell'open di Francia: nel 1947, nel 1948 e nel 1949, quando fu ammesso come testa di serie n. 3, dietro agli statunitensi Frank Parker (che avrebbe vinto il torneo) e Pancho Gonzales.  Nel 1950 e nel 1952 si fermò agli ottavi di finale. Al torneo di Wimbledon raggiunse gli ottavi di finale nel 1949 e fu testa di serie n. 16 nel 1950.
Con Marcello Del Bello formò un doppio di grande valore tecnico internazionale: i due raggiunsero quattro volte i quarti di finale, sia al Roland Garros (1947, 1948, 1949, 1952) che a Wimbledon (1948, 1949, 1951, 1952); agli U.S. National Championships, nella loro unica partecipazione (1949), raggiunsero la semifinale. Il loro più importante successo fu il Torneo di Montecarlo del 1954, battendo in finale i canadesi Lorne Main e Robert Bédard.
Agli Internazionali d'Italia, nel singolare, Cucelli raggiunse la finale nel 1951, quando perse dall'egiziano Jaroslav Drobný in tre set. Sempre a Roma, fu due volte finalista, nel doppio, ma in coppia con Rolando Del Bello, fratello minore di Marcello: nel 1951, persero contro Jaroslav Drobný e Dick Savitt e, nel 1952, ancora contro Drobný e Frank Sedgman, in cinque set. Per la statistica, in coppia con Annalisa Bossi, si è aggiudicato il torneo di doppio misto del 1950, ex aequo con Gussie Moran e Adrian Quist, essendo stato sospeso l'incontro di finale sul risultato di 6-3, 1-1 per gli avversari.
In Coppa Davis, quale giocatore della nazionale italiana nel periodo 1939-1954, Cucelli vinse 17 singolari e ne perse 11, oltre a 21 incontri vinti e 6 persi nel doppio. Ha fatto parte della squadra che, nel 1952, giocò le finali interzone sull'erba australiana, battendo l'India per 3-2 e perdendo con gli Stati Uniti per 5-0.
Vinse il campionato italiano, nel singolare, nel 1941 e, consecutivamente, dal 1945 al 1948; vinse anche nel doppio, con colleghi differenti, nel 1938, 1940, 1941, 1942, 1946, 1947, 1948. Passò al professionismo nel 1955, a 39 anni, e giocò sino al 1957. Divenne poi istruttore al Centro Sportivo Forza e Coraggio, a Milano.

### Caratteristiche tecniche
Era un tennista di grande qualità e temperamento, possedeva un gioco originalissimo anche se non proprio elegante ma sempre efficace. Era un grande atleta e lottatore: giocava solo per vincere e grazie alla sua determinazione e al suo talento tecnico fu un divo delle folle di appassionati in giro per il mondo.
È scomparso nel 1977 all'età di 60 anni, per un'emorragia interna. È stato deposto in un colombaro del cimitero di Chiaravalle, a Milano.